# Gracililamia ecuadorensis
Gracililamia ecuadorensis là một loài bọ cánh cứng trong họ Cerambycidae.